# استول آراندویچ
 استول آراندویچ (به انگلیسی: Stole Aranđelović) (زاده ۱۲ ژوئن ۱۹۳۰-درگذشته ۸ آوریل ۱۹۹۳) بازیگر صربستانی بود.
از فیلم‌های معروف او می‌توان به بازی در نیمه تاریک خورشید ، آخرین مرتدان اشاره کرد.